# Geelbrauwbladspeurder
De geelbrauwbladspeurder (Syndactyla rufosuperciliata) is een zangvogel uit de familie Furnariidae (ovenvogels).

## Verspreiding en leefgebied
Deze soort komt voor van Ecuador tot Argentinië en in het zuidoosten van Zuid-Amerika en telt vier ondersoorten:
- S. r. cabanisi: van zuidelijk Ecuador en noordelijk Peru tot centraal Bolivia.
- S. r. oleaginea: van centraal Bolivia tot noordwestelijk Argentinië.
- S. r. rufosuperciliata: zuidoostelijk Brazilië.
- S. r. acrita: Paraguay, zuidelijk Brazilië, Uruguay en noordoostelijk Argentinië.

## Status
De grootte van de populatie is niet gekwantificeerd maar de soort wordt omschreven als algemeen. Op de Rode lijst van de IUCN heeft deze soort de status niet bedreigd.